# Theta1 Crucis
Pour les autres étoiles nommées θ Crucis, voir Theta Crucis.
Désignations
Theta1 Crucis (θ1 Cru, Theta1 Crucis) est une étoile binaire spectroscopique de la constellation australe de la Croix du Sud. Elle est visible à l'œil nu avec une magnitude apparente de 4,30. La distance du système, déterminée avec les mesures de parallaxe réalisées par le satellite Hipparcos, est d'environ ∼ 235 a.l. (∼ 72,1 pc).
La paire décrit une orbite autour de son centre de masse sur une période de 24,5 jours et avec une excentricité de 0,61. La composante primaire est une étoile Am, qui est une étoile de type A chimiquement particulière qui présente des variations anormales des raies d'absorption de certains éléments. Elle est de type spectral A3(m)A8-A8. Avec une masse valant 1,57 fois celle du Soleil, elle émet 81 fois la luminosité du Soleil depuis son atmosphère externe avec une température effective de 7 341 K. De façon inhabituelle pour une étoile de type A entièrement radiative, des émissions de rayons X ont été détectées. Ils pourraient provenir de son compagnon.